# آلن کاکرم
آلن کاکرم (انگلیسی: Allan Cockram؛ زادهٔ ۸ اکتبر ۱۹۶۳) بازیکن فوتبال اهل بریتانیا است.
از باشگاه‌هایی که در آن بازی کرده‌است می‌توان به باشگاه فوتبال ووکینگ، باشگاه فوتبال تاتنهام هاتسپر، باشگاه فوتبال ردینگ، باشگاه فوتبال بریستول راورز، باشگاه فوتبال برنتفورد، و باشگاه فوتبال سنت آلبنز سیتی اشاره کرد.
وی همچنین در تیم ملی فوتبال England Youth بازی کرده‌است.